# Heteronemiidae
A Heteronemiidae a rovarok (Insecta) osztályához és a botsáskák (Phasmatodea) rendjéhez tartozó család.

## Rendszerezés
A családba 1 nem és 1 faj tartozik:
- Paragongylopus
  - Paragongylopus sinensis

## Tudnivalók
A faj holotípusa egy nőstény példány. Ezt a kínai Kuanghszi-Csuang Autonóm Terület tartomány Wuming megyéjében fedezték fel. E rovarfajt 1997-ben S.C. Chen és Y.H. Hen írta le és rendszerezte.